# Phyllonorycter rileyella
Phyllonorycter rileyella là một loài bướm đêm thuộc họ Gracillariidae. Nó được tìm thấy ở Hoa Kỳ (bao gồm Illinois, Missouri, Texas, Florida, Maine và Ohio).
Sải cánh dài 6–8 mm.
Ấu trùng ăn Quercus species, bao gồm Quercus imbricaria, Quercus obtusifolia, Quercus rubra và Quercus stellata. Chúng ăn lá nơi chúng làm tổ.